# Harlan Howard
Harlan Perry Howard (* 8. September 1927 in Detroit, Michigan; † 3. März 2002 in Nashville, Tennessee) war ein US-amerikanischer Country-Musiker und Komponist. Viele der bekanntesten Country-Stücke stammen aus seiner Feder.

## Leben

### Kindheit und Jugend
Geboren in Detroit, zog die Familie Howards zwei Jahre nach seiner Geburt nach Lexington, Kentucky. Schon in jungen Jahren entwickelte er großes Interesse an der Country-Musik; sein Idol war Ernest Tubb und jeden Samstagabend hörte er die Grand Ole Opry. Parallel dazu begann er eigene Texte zu schreiben, inspiriert durch die Tubbs. Nachdem er die Schule erfolgreich abgeschlossen hatte, verbrachte er die nächsten zwei Jahre in Fort Benning, Georgia. Dort lernte er Gitarre spielen und an seinen freien Wochenenden reiste er mit einem Freund nach Nashville, Tennessee, der „Hauptstadt“ der Country-Musik.

### Karriere
Nach dem Militärdienst reiste er durch die USA und arbeitete als Gelegenheitsarbeiter. Schließlich ließ er sich in Bakersfield, Kalifornien nieder, wo Musiker wie Buck Owens und Wynn Stewart den so genannten Bakersfield Sound entwickelten. Sänger wie Tex Ritter und Johnny Bond konnten mit seinen Liedern schon kleine Erfolge verzeichnen. Mit Howards You Took Her off My Hands konnte Wynn Stewart dann einen Hit landen; in der folgenden Zeit hatten Charlie Walker mit Pick Me Up on Your Way Down und Jimmy Skinner mit What Makes A Man Wonder weitere Erfolge. Seinen großen Durchbruch als Songwriter kam 1960, als Ray Price seinen Titel Heartaches by the Number aufnahm. Der Titel belegte in den Billboard Country-Charts Platz eins und auch in den Pop-Charts konnte sich der Titel in der Version von Guy Mitchell gut platzieren.
1961 waren 15 seiner Titel in die Charts gekommen und er wurde zwei Jahre hintereinander zum Songwriter of the Year gewählt. Inzwischen war Howard nach Nashville gezogen, wo er weiterhin Erfolge feierte, unter anderem schrieb er die Titel Excuse Me (I Think I’ve Got a Heartache) (Buck Owens), Heartbreak USA (Kitty Wells), sowie The Blizzard und I Won’t Forget You (Jim Reeves). 1961 brachte er auch seine erste eigene LP Harlan Howard Sings Harlan Howard heraus. Im selben Jahr schrieb er zusammen mit Hank Cochran seinen bekanntesten Song I Fall to Pieces, der in der Version von Patsy Cline zum Hit wurde. In den folgenden Jahren wurde fast jeder Titel Howards zum Hit. 1967 veröffentlichte Waylon Jennings das Album Waylon Sings Ol’ Harlan, auf dem Jennings nur Stücke geschrieben von Howard sang. Bis Anfang der 1970er Jahre erreichten seine Stücke die Spitze der Charts, danach wurde es langsam ruhiger um ihn. Jedoch hatten einzelne Sänger wie Conway Twitty und Charlie Rich noch Erfolge mit Howards Titeln.
Harlan Howard verstarb am 3. März 2002 im Alter von 74 Jahren. Howard wurde auf dem Nashville City Cemetery beigesetzt. Er gilt als einer der größten Komponisten der Country-Musik. 1973 wurde er in die Nashville Songwriters Hall of Fame und 1997 in die Country Music Hall of Fame aufgenommen.

## Diskografie

### Singles
| Jahr             | Titel                                                      | Anmerkungen                                                                                               |
| ---------------- | ---------------------------------------------------------- | --- |
| Tally Records    |                                                            | |
| 1959             | Guy Named Joe / Fun on the Way                             | |
| Capitol Records  |                                                            | |
| 1961             | We’re Proud to Call Him Son / Legion of the Lost           | |
| 1964             | Wishin’ She Was There (Instead of Me) / She Called Me Baby | She Called Me Baby später von Charlie Rich gecovert                                                       |
| 1962             | I Ain’t Got Nobody / Ramblin’ Son of a Gun                 | |
| 1963             | My Baby’s His Baby Now / Someday Sweeheart                 | |
| Monument Records |                                                            | |
| 1964             | It’s All in Your Mind / I Can’t Stand It                   | |
| 1964             | Time to Bum Again / Previews of Coming Attractions         | Time to Bum Again später von Waylon Jennings gecovert                                                     |
| 1964             | Hobo Jungle / Deepening Snow                               | |
| 1965             | How Slow Time Goes / What’s Left on Me                     | |
| 1965             | Everglades / Busted                                        | Everglades später vom Kingston Trio gecovert, Busted im Original von Johnny Cash (geschrieben von Howard) |
| 1966             | Another Bridge to Burn / Baby That Would Sure Be Good      | |
| 1970             | Too Many Rivers / Look Behind You                          | |
| RCA Victor       |                                                            | |
| 1967             | I’d Rather Be a Fool / Take It and Go                      | |
| 1967             | It’s Nothing to Me / Home from the Forest                  | |
| 1968             | Old Podner / Where Were You When I Was Young               | |
| Nugget Records   |                                                            | |
| 1971             | Sunday Morning Christian / That Little Boy Who Follows Me  | Howards einzige Chartplatzierung als Solokünstler (#38)                                                   |
| 1971             | Uncle Sam / Better Get Your Pride Back Boy                 | |

### Alben
- 1961: Harlan Howard Sings Harlan Howard (Capitol Records)
- 1965: All Time Favorite Country Songwriter (Monument Records)
- 1967: Mr. Songwriter (RCA Victor)
- 1967: Down to Earth (RCA Victor)
- 1971: To the Silent Majority with Love (Nugget Records)
- 1981: Singer and Songwriter (Mill Records)